# Dinarski voluhar
Dinarski voluhar (također runati voluhar; lat. Dinaromys bogdanovi) je endemoreliktna vrsta voluharice. Jedini je živi predstavnik tribusa Pliomyini, koji obuhvaća izumrle srodnike ove voluharice. Zbog geografske izoliranosti populacija, dijeli se na osam podvrsta.
Smatra se ranjivim u pogledu ugroženosti vrste od izumiranja.
Areal dinarskoga voluhara prostire se po dinarskim planinama u Hrvatskoj, Bosni i Hercegovini (NP Una), Crnoj Gori i Srbiji. Prisustvo je moguće i po Skardsko-pindskim planinama u Metohiji, Makedoniji, Albaniji i Grčkoj.
Stanište dinarskoga voluhara su planinske kamenite livade iznad gornje šumske granice u krškim predjelima.
Godišnji broj okota je prosječno 1-2.

## Vanjske poveznice
- 13 životinja i biljaka kojih ima samo u Hrvatskoj